# 1859 a tudományban
Az 1859. év a tudományban és a technikában.

## Események
- április 25. – a Szuezi-csatorna építésének hivatalos kezdete

## Biológia
- november 24. – megjelenik Darwin A fajok eredete (The Origin of Species) című könyve. Ez a könyv fektette le a modern evolúciós elmélet alapjait.

## Fizika
- Gustav Robert Kirchhoff és Robert Wilhelm Bunsen közösen felfedezi, kidolgozza a színképelemzés módszerét
- A feljegyzett történelem legintenzívebb geomágneses vihara, a szeptember 1-én és 2-án tetőző Carrington-esemény észlelése

## Születések
- február 19. – Svante August Arrhenius svéd kémikus, 1903-ban „az elektrolitos disszociáció elméletének kidolgozásáért” kémiai Nobel-díjjal tüntették ki[1] († 1927)
- március 16. – Alekszandr Popov orosz fizikus († 1906)
- május 15. – Pierre Curie Nobel-díjas francia fizikus, kémikus († 1906)
- június 6. – Bánki Donát magyar gépészmérnök, feltaláló, egyetemi tanár († 1922)

## Halálozások
- április 29. – Dionysius Lardner ír fizikus és csillagász (* 1793)
- május 5. – Peter Gustav Lejeune Dirichlet német matematikus. Fontos eredményeket ért el számelméletben, az analízisben és a mechanikában (* 1805)
- május 6. – Alexander von Humboldt német természettudós és felfedező (* 1769)
- szeptember 10. – Thomas Nuttall angol botanikus és zoológus (* 1786)
- szeptember 15. – Isambard Kingdom Brunel brit mérnök, aki egyebek mellett 25 vasútvonalat, öt függőhidat, nyolc kikötőrendszert, három tengerjáró gőzhajót épített (* 1806)
- szeptember 28. – Carl Ritter német földrajztudós. Alexander von Humboldt mellett őt tartják a földrajztudomány megalapozójának (* 1779)
- október 12. – Robert Stephenson angol gépészmérnök (* 1803)
- december 26. – Johann Friedrich Ludwig Hausmann német mineralógus (* 1782)